# Рой Салліван
Рой Клівленд Салліван (англ. Roy Cleveland Sullivan; 7 лютого 1912, Ґрін — 28 вересня 1983, Думс) — американський інспектор з охорони природи Національного парку Шенандоа у Вірджинії. Відомий тим, що в період з 1942 по 1977 роки пережив сім ударів блискавки, через що ввійшов до Книги рекордів Гіннеса.

## Біографія
Рой Салліван народився 7 лютого 1912 року в окрузі Ґрін штату Вірджинія, США. З 1936 року працював рейнджером в Національному парку Шенандоа. 28 вересня 1983 року у віці 71 року здійснив самогубство, завдавши собі вогнепальне поранення за допомогою рушниці.

### Удари блискавок
- У 1942 році блискавка вдарила Роя Саллівана в ногу, коли він перебував на пожежній вежі. У результаті удару йому відірвало ніготь на великому пальці.[6]
- У 1969 році, в результаті удару блискавки під час їзди по гірській дорозі, Рой залишився без брів і знепритомнів.
- У 1970 році черговий удар блискавки призвів до травми лівого плеча та паралічу руки. Удар стався на галявині його власного будинку.
- У 1972 році через удар блискавки на території адміністративної будівлі лісництва загорілося волосся Саллівана. Після цього випадку він завжди возив з собою ємність з водою.[7]
- 7 серпня 1973 року блискавка вдарила Роя в голову, коли він їхав автомобілем територією лісництва. Від удару загорілося волосся, лісника викинуло з автомобіля, а з ніг зірвало взуття.[8]
- 5 червня 1976 року удар блискавки відбувся на території наметового табору, в результаті чого в Саллівана була травмована щиколотка.
- 25 червня 1977 року під час риболовлі блискавка відправила Роя Саллівана на лікарняне ліжко з опіками грудної клітки і живота.

Всі сім ударів було задокументовано офіцером служби охорони Національного парку Шенандоа Р. Тейлором Хоскінсом, однак сам він жодного разу не був свідком інцидентів.